# Neder-Betuwe (streek)

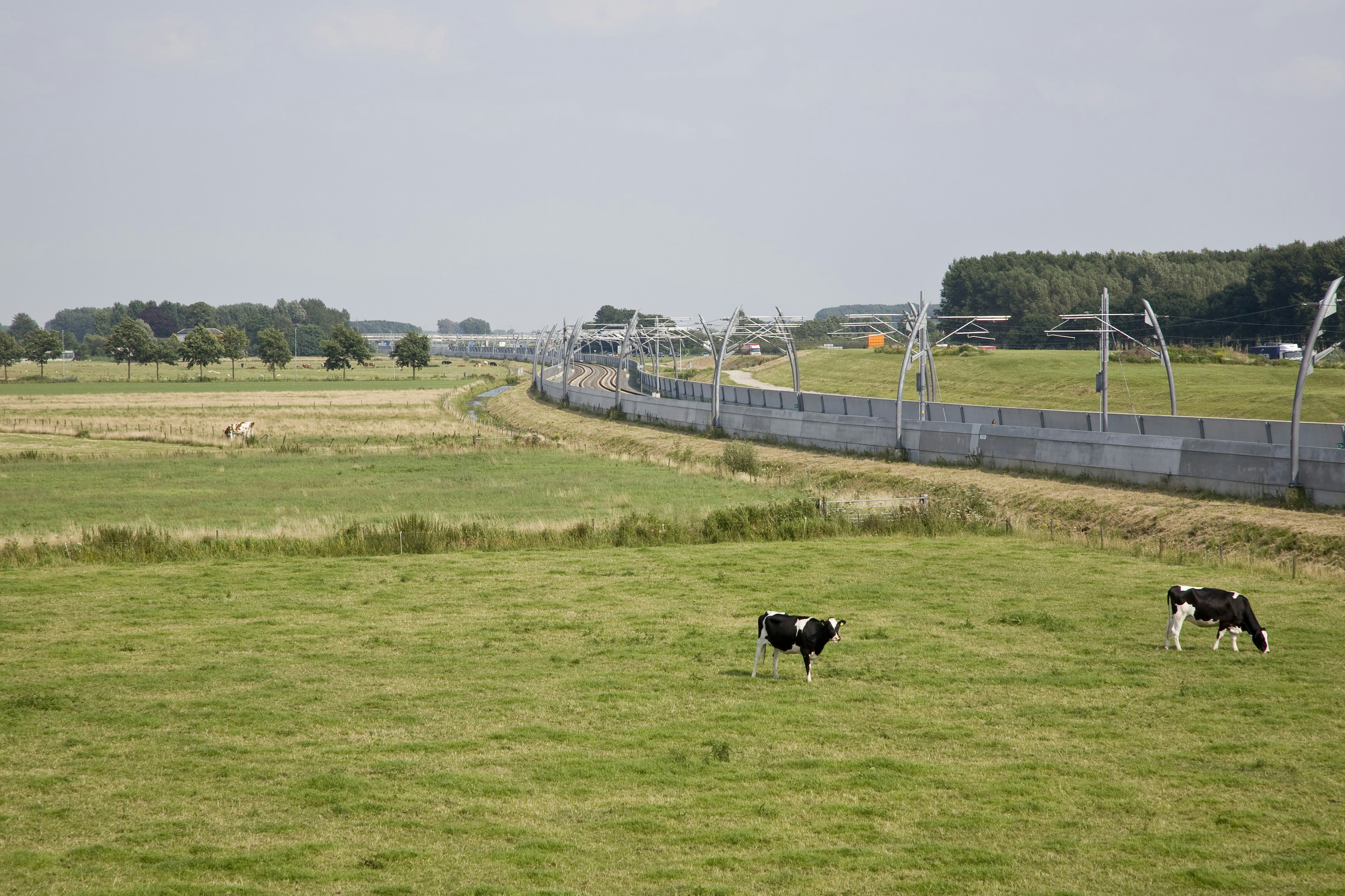
Betuweroute (goederenspoorlijn) tussen Knooppunt Deil en het dorp Dodewaard

Met de Neder-Betuwe wordt dat deel van het Gelderse rivierengebied de Betuwe aangeduid dat in het noorden wordt begrensd door de rivier de Nederrijn, die stroomafwaarts overgaat in de Lek en in het zuiden door de Waal (tot aan het Amsterdam-Rijnkanaal) en de Linge (vanaf het Amsterdam-Rijnkanaal). De Neder-Betuwe ligt in het westen van de Nederlandse provincie Gelderland en gaat in zuidelijke richting over in de Tielerwaard en in oostelijke richting in de Over-Betuwe.
Bekende plaatsen in deze streek zijn Culemborg en Buren. Laatstgenoemde is een bezienswaardig stadje met historische banden met het Huis van Oranje. Het is een tamelijk dunbevolkte, landelijke streek met veeteelt en vooral veel, hoe oostelijker hoe meer, fruitteelt en boomkwekerijen.
Sinds 2003 wordt de naam 'Neder-Betuwe' tevens gebruikt als naam voor een gemeente. De gemeenten Kesteren, Echteld en Dodewaard werden in 2002 samengevoegd, de nieuwe gemeente heette eerst Kesteren en sinds 2003 Neder-Betuwe. Bekende plaatsen in deze gemeente zijn Kesteren, Opheusden, Ochten en Dodewaard.
Na de dreigende overstroming in 1995 zijn delen van het gebied aangewezen als waterbergingsgebied.